# 菅原良
菅原 良（すがわら りょう、1965年 - ）は、教育工学者。博士（教育情報学）（東北大学）。

## 人物
professor - Meisei University
明星大学明星教育センター特任教授。専門は教育工学、教育情報学、データサイエンス、人工知能（AI）、コンピュータ利用教育。eラーニング環境における学習者の行動分析と、AIを用いた学習支援システムの開発に注力している。eラーニングの大規模実証データを収集・分析し、学習者の学習特性と学習効果の関係に関する実証的研究を展開。インストラクショナルデザイン（ID）と学習特性の適性処遇交互作用（ATI）に着目し、学習者の特性に応じた個別最適化学習支援の可能性を提示してきた。
東北大学では村木英治教授に師事し、教育工学を主専門分野として、教育学、教育情報学、教育データサイエンス、人工知能（AI）、コンピュータ利用教育、キャリアデザイン論など幅広い視点から研究を行っている。また、草創記のオンラインショッピングサイトの構築と運用に携わった経験から、起業、経営分析などの異分野研究領域にも造詣が深い。

## 来歴
- 2002年4月-2009年3月　東北学院大学経済学部非常勤講師
- 2009年4月-2010年3月　東北大学大学院教育情報学研究部特別研究員
- 2010年4月-2013年3月　北海道文教大学外国語学部国際言語学科（兼教育開発センター）准教授
- 2012年4月-2012年9月　北海道教育大学教育学部札幌校非常勤講師
- 2013年4月-2015年3月　秋田大学教育推進総合センター教授
- 2015年4月-2017年3月　明星大学明星教育センター准教授
- 2016年4月-2017年3月　埼玉女子短期大学非常勤講師
- 2017年4月-　　　　　　明星大学明星教育センター特任教授
- 2022年4月-　　　　　　北海道石狩国際法務行政書士事務所代表
- 2024年4月-　　　　　　名古屋産業大学現代ビジネス学部非常勤講師
- 2024年4月-　　　　　　名古屋経営短期大学未来ビジネス学科非常勤講師
- 2025年2月-　　　　　　北海道インキュベーションマネジメント協会設立準備委員会代表幹事
- 2025年3月-　　　　　　がくせいのみかた設立準備委員会代表幹事

## 学歴
東北大学大学院教育情報学教育部博士前期課程教育情報学専攻修了，修士（教育情報学）。東北大学大学院教育情報学教育部博士後期課程教育情報学専攻修了。2009年「eラーニングの発展過程と客観及び構成主義的学習理論に基づいた学習実践研究」で、東北大学より博士（教育情報学）を取得。

## 社会・学会活動
- 文部科学省「産業界のニーズに対応した教育改善・充実体制整備事業」就業力育成支援事業推進専門部会委員（秋田大学）
- 文部科学省「産業界のニーズに対応した教育改善・充実体制整備事業」評価委員会委員（秋田県立大学）
- 文部科学省「産業界のニーズに対応した教育改善・充実体制整備事業」就業力育成支援事業推進専門部会委員（秋田大学）
- 文部科学省「産業界のニーズに対応した教育改善・充実体制整備事業」評価委員会委員（秋田県立大学）

- 教育システム情報学会 会員
- コンピュータ利用教育学会会員（会誌編集委員：2010年10月～2013年9月）
- 国際ICT利用研究学会理事（2016年〜）
- 日本キャリアデザイン学会会員（評議員：2023年～）
- 情報処理学会 会員
- 日本ファイナンシャルプランナーズ協会会員
- 日本行政書士会連合会会員
- 学士会 会員
- 2020 The 7th International Conference on Education and Psychological Sciences(ICEPS 2020), Technical Committee(2020年3月まで)
- 2021 The 8th International Conference on Education and Psychological Sciences (ISRPS 2021), Technical Committee(2021年3月まで)
- 2020 The 15th International Conference on Knowledge, Information and Creativity Support Systems (KICSS 2021), Program Committee 2020年12月まで)
- 2022 The 17th International Conference on Knowledge, Information and Creativity Support Systems (KICSS2022), Program Committee (2022年12月まで)
- The 2023 10th International Conference on Linguistics, Literature and Arts (ICLLA 2023),  Program Committee (2023年3月まで)
- The 1st international conference organized by the International ICT Application Research Society (IAR), Program Committee（2023年10月まで）
- 2023 The 18th International Conference on Knowledge, Information and Creativity Support Systems (KICSS2023), Program Committee （2023年12月まで）
- The 9th ACIS International Summer Conference on Big Data, Cloud Computing, and Data Science (BCD 2024-Summer), Publishing Committee（2024年10月まで）
- The 1st Workshop on ICT for Decision-Making (WICT-DM 2024) with BCD2024-summer, Program Committee（2024年10月まで）
- 2024 The 19th International Conference on Knowledge, Information and Creativity Support Systems (KICSS2024), Program Committee （2024年12月まで）

## 受賞
- パーソナルコンピュータ利用技術学会，情報と社会部門，研究・技術奨励賞（対象研究：(1)Excel VBAによる授業評価分析ソフトウェアの開発．(2)就業体験型インターンシッププログラムの実践とセルフエフィカシー尺度を用いた評価），2013年12月1日
- パーソナルコンピュータ利用技術学会，研究奨励賞（対象研究：菅原良・渡部昌平・勝又あずさ・神崎秀嗣，大学間学生交流活動の阻害要因測定尺度の開発と評価，第9回パーソナルコンピュータ利用技術学会全国大会，慶應義塾大学），2014年12月15日
- パーソナルコンピュータ利用技術学会，優秀研究発表賞（対象研究：菅原良・渡部昌平・勝又あずさ・手嶋哲子・神崎秀嗣，理系学部学生における大学間学生交流活動の阻害要因に関する探索的研究，パーソナルコンピュータ利用技術学会10周年記念全国大会，島根県立産業交流会館），2015年12月1日
- IBM SPSS DATATHON 2017，ファイナリスト賞（対象研究：AO・推薦入試合格者の学力推移と学習傾向），2017年12月6日
- 国際ICT利用研究学会, 優秀ポスター賞（対象研究：奥原俊・菅原良・田中雅章・伊藤孝行，グループ学習における学習助言の自動支援に関する探索的な研究，第2回国際ICT利用研究学会全国大会，ユマニテク短期大学），2017年12月9日
- 国際ICT利用研究学会, 優秀研究発表賞（対象研究：奥原俊・伊藤孝行・菅原良，複雑論点交渉問題における非線形効用関数に関する探索的な研究，第3回国際ICT利用研究学会全国大会，日本大学），2018年12月8日
- 国際ICT利用研究学会, 研究奨励賞（対象研究：菅原良・奥原俊・福山佑樹・佐藤喜一，eラーニングにおける学習者の学習癖と学習効果に関する探索的研究，第3回国際ICT利用研究学会全国大会，日本大学），2018年12月8日
- The 1st international conference to be organized by the International ICT Application Research Society (IAR 2023), Outstanding Paper Award, Shun Okuhara, Ryo Sugawara, Masanori Takagi, Takayuki Ito, Examining the influence of agents on human decision　making: A study on debating AI and opinion change, Fukui, 2023.9.12
- Best Presentation Award of the 1st Workshop on ICT for Decision-Making (WICT-DM 2024) with BCD2024-summer, Ryo Sugawara, Makoto Watanabe, Case study of career awareness of foreigners working in Hokkaido as a result of studying abroad, The 1st Workshop on ICT for Decision-Making (WICT-DM 2024) with BCD2024-summer, Kitakyushu, 2024.7.18

## 著書（共著等を含む）

### 研究書
- 『eラーニングの発展と企業内教育』（大学教育出版、2005年9月）ISBN 4-88730-637-7
- 『eラーニングと学びの理論』（一粒社、2010年10月）ISBN 978-4-86431-005-5
- 『高度情報化時代の「学び」と教育』、渡部信一（監修）、東北大学大学院教育情報学研究部（編）、（東北大学出版会、2011年11月）ISBN 978-4-86163-180-1
- 『キャリア形成支援の方法論と実践』[3]、菅原良（編著）、松下慶太（編著）、渡部昌平（編著）、木村拓也（編著）、神崎秀嗣（編著）、（東北大学出版会、2017年11月）ISBN 978-4-86163-289-1
- "Career awareness of foreigners working in Hokkaido as a result of studying abroad", Big Data and Data Science Engineering,7, (Studies in Computational Intelligence Series, 759),Ryo Sugawara, Makoto Watanabe, Shun Okuhara, Springer, March 3. 2025. ISBN 978-3031783722

### 一般書
- 『ネットショッピングと消費行動のパラダイム』（大学教育出版、2006年3月）ISBN 4-88730-675-X
- 『なまらうまいっしょ！』[4][5]（一粒書房、2011年12月）ISBN 978-4-86431-060-4
- 「投資家・行政書士へのキャリア」『キャリア教育の射程～現代における様々な生き方・働き方の実態と課題～』（日本キャリア教育学会（監修）、実業之日本社、2023年6月）ISBN 978-4-40841-682-3

### テキスト
- 『情報処理とコンピュータ活用の基礎Ⅰ』、菅原良（編）、（富士通FOM、2010年4月）
- 『情報処理とコンピュータ活用の基礎Ⅱ』、菅原良（編）、（富士通FOM、2010年4月）
- 『コンピュータリテラシー』、菅原良（編）、（日経BP、2011年4月）
- 『「自立と体験1」（2016年度版）』、明星大学明星教育センター（編著）、（明星大学出版部、2016年3月）
- 『「自立と体験1」（2017年度版）』、明星大学明星教育センター（編著）、（明星大学出版部、2017年3月）
- 『「自立と体験1」（2018年度版）』、明星大学明星教育センター（編著）、（明星大学出版部、2018年3月）
- 『「自立と体験1」（2019年度版）』、明星大学明星教育センター（編著）、（明星大学出版部、2019年3月）
- 『「自立と体験1」（2020年度版）』、明星大学明星教育センター（編著）、（明星大学出版部、2020年3月）

## 訳書
- R.M.ガニェ（著）、岩崎信（監訳）、鈴木克明（監訳）『インストラクショナルデザインの原理』（北大路書房、2007年9月）
- D.チョンシー（著）、辻谷真一郎（翻訳）、菅原良（監訳）、柳澤奈津子（編集） 『企業研修トレーナーのためのインストラクショナルデザイン』（大学教育出版、2008年6月）
- S.M.ダウニング（著）、T.M.ハラダイナ（著）、池田央（監訳） 『テスト作成ハンドブック』（教育測定研究所、2008年12月）
- G.W.ギャニオン,Jr（著）、M.コレイ（著）、菅原良（監訳）、太田和寿（編集）、福田志保（編集）『構成主義的な学びのデザイン』（青山ライフ出版、2015年8月）
- 経済協力開発機構（Organisation for Economic Co-operation and Development）（著）、菅原良（監訳）、福田哲哉（監訳）、松下慶太（監訳）『若者のキャリア形成－スキルの獲得から就業力の向上、アントレプレナーシップの育成－＜OECDスキル・アウトルック2015＞』（明石書店、2017年5月）
- 経済協力開発機構（Organisation for Economic Co-operation and Development）（著）、菅原良（監訳）、松下慶太（監訳）、『国際化のなかのスキル形成－グローバルバリューチェーンは雇用を創出するのか－＜OECDスキル・アウトルック2017＞』（明石書店、2019年6月）
- 経済協力開発機構（Organisation for Economic Co-operation and Development）（著）、菅原良（監訳）、松下慶太（監訳）、『デジタル世界のスキル形成 ――デジタルトランスフォーメーションが導く仕事・生活・学び<OECDスキル・アウトルック2019>』（明石書店、2021年10月）
- Thinknetic（著）、菅原良 (監修)、佐久間貴士 (翻訳)、神崎秀嗣 (翻訳)、勝又あずさ (翻訳)、 坂本洋子（翻訳）、デイヴィス恵美（翻訳）、『クリティカル・シンキングを身につける習慣 あなたの心を変え、思考を研ぎ澄ます強力なルーティン』（青山ライフ出版、2023年7月）ISBN 978-4864504928

※部分翻訳を含む。

## 商業誌
- 「ネットショップという迷宮で「最安値」を見つける方法」（『CREA』2009年7月号、文藝春秋）
- 「私たちネット通販でこんな失敗しちゃいました…」（『non-no』2010年 No.10、集英社）
- 「守って開運〔マネー＆ライフ〕の新セオリー」（『別冊SPA!』2011年、扶桑社）
- 「学生たちが一押しの味を紹介、収益金は被災地支援に！」（『蛍雪時代』2012年 6月号、旺文社）